# 서울행현초등학교
서울행현초등학교(서울杏峴初等學校)는 대한민국 서울특별시 성동구에 위치해 있는 공립 초등학교이다.

## 학교 연혁
- 2005. 07. 14 서울행현초등학교 설립
- 2005. 07. 18 제1대 유영환 사무취급 겸임 교장 발령
- 2005. 09. 01 서울행현초등학교 개교
- 2005. 10. 31 서울행현초등학교 개교식
- 2006. 01. 11 서울특별시교육청 지정 교과교육연수시범학교(영어과)
- 2006. 02. 16 2005학년도 종업식 및 신입교사 발령(교사 10명)
- 2006. 03. 02 2006학년도 시업식 및 입학식
- 2006. 05. 09 초등학교 학교교육과정 운영계획서 편성 우수학교 선정
- 2006. 05. 09 제7회 119소방동요경연대회 우수상 수상
- 2006. 06. 22 학교홈페이지 경진대회 우수상 수상
- 2006. 07. 31 서울특별시성동광진교육지원청 제2지구 과학영재학급 지정
- 2006. 10. 18 첫 돌맞이 행현 가족 한마음 축제(잠실학생체육관)
- 2006. 12. 26 2006학년도 학력신장 방안 추진 우수학교 표창
- 2006. 12. 28 전국 100대 교육과정 우수학교 공모 우수 표창
- 2006. 12. 28 학교 체육 진흥 현장 교육발전 표창
- 2007. 02. 14 2006학년도 제1회 졸업식(120명) 및 종업식
- 2007. 03. 02 2007학년도 신입생 입학식
- 2007. 05. 10 제17회 서울특별시성동광진교육지원청 교직원배구대회 우승
- 2007. 07. 02 라일락 영어 체험마을 개관식
- 2007. 10. 12 서울특별시교육청 지정 교과교육(영어과) 연구학교 2차년도 공개발표
- 2007. 12. 28 학교경영 우수학교 표창(서울특별시교육감상)
- 2008. 02. 14 제2회 졸업식(남77명, 여 85명 계162명)
- 2008. 09. 01 제2대 이선애 교장 발령
- 2008. 12. 27 방과후학교 운영 우수학교 표창(서울특별시교육감상)
- 2009. 02. 13 제3회 졸업식(남100명, 여103명 계203명)
- 2009. 07. 01 교육과학기술부 지원 '사교육 없는 학교' 시범학교 서울시지정
- 2009. 12. 31 기본이바로된어린이 육성 우수학교 표창(서울특별시교육감상)
- 2010. 02. 13 제4회 졸업식(남81명, 여99명, 계180명)
- 2010. 03. 01 서울특별시교육청 지정 '교육과정 자율화 학교'운영
- 2010. 09. 01 제3대 원정환 교장 부임
- 2011. 01. 27 교실 2개 학급 및 교과점담실 환경 개선
- 2011. 02. 17 제5회 졸업식(남115명, 여99명, 계214명)
- 2012. 02. 15 제6회 졸업식(남98명, 여122명, 계220명)
- 2012. 03. 01 서울특별시 지정 서울형혁신학교 운영(2012~2016)
- 2012. 12. 26 학부모학교참여 우수학교 표창(교육과학기술부장관상)
- 2013. 02. 15 제7회 졸업식 (남 97명, 여 117명, 계 214명)
- 2013. 12. 27 서울특별시성동광진교육지원청 2013 독서교육 우수학교 교육장상 수상
- 2014. 02. 14 제8회 졸업식(남 96명, 여 109명, 계 205명)
- 2015. 09. 01 제4회 차숙경 교장 부임
- 2016년 3월 1일: 서울형 혁신학교 재지정[2]

## 참고 자료
- 서울행현초등학교 - 한국교육학술정보원 학교알리미